# Ion Motroc
Ion Motroc (n. 14 februarie 1937, București) este un fost fotbalist și antrenor român de fotbal. Ion Motroc e o legendă în Giulești. Peste 250 de meciuri și 9 sezoane la Rapid. A participat din plin la acea ediție din 1967 în care titlul a poposit la Rapid.

## Biografie
Născut pe 14 februarie 1937, fundașul Ion Motroc a rămas în inimile suporterilor giuleșteni drept „Căpitanul din '67”, anul în care o echipă formidabilă avea să aducă în premieră titlul în Grant. Antrenorul cu același nume a intrat și el în istoria clubului alb-vișiniu prin refrenul „Faceți loc, faceți loc, trece trupa lui Motroc!", lansat și adoptat de fani după Cupa câștigată în '75. Ii avea ca modele pe Piți Apolzan și Costică Marinescu
Este tatăl lui Florin Motroc, de asemenea fost fotbalist și în prezent manager. Nepotul său, Vlad Motroc, este în prezent jucător al echipei de Liga III SCM Zalau.

## Caracteristici tehnice
A fost un fundas central care ii placea sa urce in atac si incerca mereu sa marcheze din foarfeca. Avea o technică de lovire a balonului complexă, marcajul si mentinea flancul mereu l-a caracterizat pe tot parcursul carierei sale profesioniste.

## Cariera

### Jucator

#### Inceput
Ion Motroc a început fotbalul la Locomotiva București, în anul 1950 până în 1953 unde a continuat junioratul la Sportul Studentesc și Progresul București.
Pe 17 mai 1953, antrenorul Mihai Lengheriu i-a oferit debutul în prima divizie, în partida Locomotiva - Știința Cluj 0-0. La ora acelui meci, Nelu Motroc avea numai 16 ani, 3 luni și 3 zile, devenind cel mai tânăr debutant al echipei din Giulești.

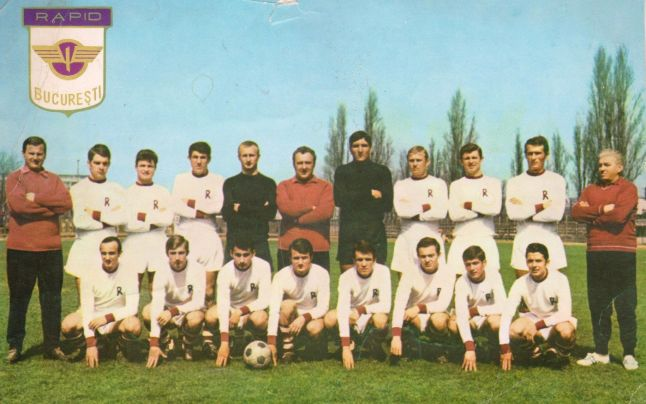
Echipa ceea care a câștigat Campionatul in 1967

#### Dinamo Bucuresti
La 19 ani, a fost transferat de Dinamo București unde a jucat 39 de meciuri in tricoul alb-roșu.

#### Rapid Bucuresti
În 1960, Motroc avea să părăsească Dinamo, unde evoluase trei sezoane, pentru a reveni în Giuleștiul natal. Gestul a surprins nu doar pentru că a ales formația ce terminase pe locul 10 din 12 în acel an, ci mai ales deoarece a renunțat la o mulțime de privilegii pe care le avea în Ștefan cel Mare. Inclusiv la un salariu triplu. În 265 de partide disputate în eșalonul de elită, Motroc a înscris doar o dată. S-a întâmplat pe 30 aprilie 1961, în derby-ul Rapid - Dinamo 2-1. Imediat după ce oaspeții au deschis scorul, Nelu s-a aruncat în atac, iar după un corner a profitat de ieșirea hazardată a portarului advers și a egalat printr-o „foarfecă". "Un gol de zile mari", avea să-l caracterizeze trimisul "Sportului popular" la stadion. A câștigat Divizia A 1966-1967 ca si capitan al alb-visiniilor. A petrecut 9 ani in Giulesti câstigand Cupa Balcanică de două ori în 1964 și 1966 și Cupa Europeană a echipelor feroviare in anul 1968. In 1969 a fost transferat in primului eșalon turc la Altay SK, după ce sistemul comunist ia aceptat transferul.
În 1969 Motroc a ajuns în Turcia la Altay SK, pentru care a jucat 8 meciuri în sezonul 1969–1970 al primului eșalon turc.
Motroc a jucat și două meciuri pentru Echipa națională de fotbal a României debutând pe 14 mai 1961, sub conducerea antrenorului Gheorghe Popescu I, într-un amical care s-a încheiat cu o victorie cu 1-0 în deplasare împotriva Turciei. Al doilea joc al său a fost, de asemenea, un meci în deplasare împotriva Turciei, de data aceasta rezultatul fiind o înfrângere cu 2-1 la preliminariile pentru Cupa Mondială din 1966.
Sa retras la Sportul Studentesc in anul 1970

### Antrenor
A început să antreneze in 1970 la Sportul Studentesc unde a reușit promovarea clubului în sezonul 1971-'72 cu ajutorul asistentului său Maksai cu care a readus Sportul Studentesc înapoi in divizia A  După acesta experienta a ajuns să antreneze clubul Mersin din campionatul intern turc unde a reușit performanțe medii in primului eșalon turc.
In 1974 a ajuns la clubul unde jucase, unde câștigase trofee din postura de jucător, a ajuns la Rapid București care se afla in divizia secunda, promovand-o pe locul întâi cu șase puncte mai mult decât locul al doilea dar eventul din cupa a șocat lumea, a adus în vitrină și un trofeu, este vorba despre Cupa României si asta după ce, pe parcurs, a învins trei "grei" ai fotbalului autohton, Dinamo (2-1), Steaua (6-5 după 11m) și U Craiova (2-1 în finală). În următoarele sezoane a mentinut Rapidul deasupra retrogradarii dar 1977 situația s-a complicat nu se mai acordau bani de la Ministerul Transporturilor pentru întreținerea echipei.
După a antrenat FCM Reșița și Politechnica Iași unde a rezistat doar un sezon. În 1983 acesta a început să antreneze clubul Marocan MC Qujda unde a plecat și a început să antreneze clubul Raja CA unde a stat 3 ani ca principal al echipei. In 1997 a revenit în țara să antreneze clubul Chindia Târgoviște cu care a terminat pe locul al 16-lea in divizia A.

## Palmares

### Jucător

#### Club

##### Competiții naționale
- Campionatul Romaniei: 1

Rapid București: 1966–1967
- Cupa României: 1

Dinamo București: 1958–1959

##### Competiții internaționale
- Cupa Balcanilor: 2

Rapid București: 1963–1964, 1964–1966
- Cupa Feroviarilor Europeni: 1

Rapid București: 1968

### Antrenor
- Cupa României: 1

Rapid București: 1974–1975